# Вачжига-Бож'єль
Вачжи́га-Бож'є́ль (рос. Вачжига-Божъель) — річка в Республіці Комі, Росія, права притока річки Ілич, правої притоки річки Печора. Протікає територією Троїцько-Печорського району.
Річка починається на західних схилах височини Иджид-Парма, протікає на південний схід, схід (перетинає хребет Иджид-Парма) та північний схід.